# 奥古齐·奥涅乌
奥古齐·奥涅乌（英語：Oguchi Onyewu，1982年5月13日—）是一名美國足球運動員，擔任中堅。他同時持有比利時國籍。

## 球員生涯
2009年7月7日，意甲AC米蘭簽入美國國家足球隊代表安恩胡，合約為期三年，另同時是第二位登陸意甲的美國球員。
2011年6月29日，29歲的安恩胡加盟葡超球會里斯本竞技，合約為期三年。
2012年8月31日，西甲球會馬拉加與葡超里斯本竞技達成協議租借安恩胡一個球季，之後並有優先購買權。
2013年8月29日，安恩胡與葡超里斯本竞技達成協議提早解約，成自由身球員。
2013年10月23日，英冠球隊昆士柏流浪與31歲的安恩胡簽署一份短期合約，實際時間並無透露。

## 外部連結
- 足球数据库：奥涅乌的球员统计数据
- Onyewu articles on Yanks Abroad （页面存档备份，存于）
- How to pronounce Oguchi Onyewu
- Sing a Song for Oguchi Onyewu （页面存档备份，存于）